# Martin Macko
Martin Macko, né le 17 juin 1920 et mort en 1977, était un arbitre tchécoslovaque (slovaque) de football.  

## Carrière
Il a officié dans une compétition majeure :
- Coupe du monde de football de 1958 (1 match)